# 헨리케 1세

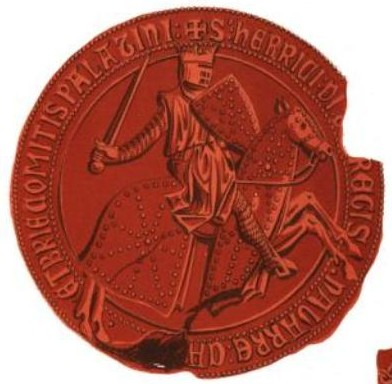
헨리케 1세의 인장

헨리케 1세 아 나파로아코아(바스크어: Henrike I.a Nafarroakoa) 혹은 앙리 3세 드 샹파뉴(프랑스어: Henri III de Champagne)는 나바라 왕국의 왕이자 샹파뉴 백작이다. 비만왕 혹은 뚱보왕(바스크어: Gizena)으로도 불린다.
부인은 블랑슈 다르투아로서 로베르 1세 다르투아 백작의 딸이자 프랑스 왕국의 왕 루이 8세의 손녀이다. 자식은 티발트, 호아나 등이 있었으나 티발트는 요절하였고 나바라 왕국과 상파뉴 백령은 딸 호아나가 물려받게된다.